# Sabaces
Sabaces (Variantes de nombre: Sauaces; Sataces; Diodoro Sículo le llama Tasiaces; muerto en 333 a. C.) era una sátrapa de Egipto durante el reinado de rey Darío III.
Algún tiempo antes de la Batalla de Issos, Sabaces dejó Egipto con su ejército para unirse a Darío en Siria y apoyarle en su lucha en contra Alejandro Magno. Cuando la Batalla de Issos tuvo lugar (noviembre 333 a. C.), Alejandro y sus caballeros lucharon como acostumbraban, a través de las tropas de enemigo, hasta que llegaron a las proximidades de Darío, cuya vida amenazaron. Dario estaba protegido por los persas más nobles, entre ellos Sabaces, quien fue asesinado. El rey persa huyó porque temía por su vida; por lo tanto los macedonios ganaron la batalla.
Mazaces fue probablemente el sucesor de Sabaces en Egipto, pero ya que Sabaces había llevado consigo casi todas las fuerzas de ocupación,, Mazaces no fue capaz de organizar resistencia militar contra los macedonios. Así, Alejandro Magno fue capaz de tomar Egipto sin luchar (332 a. C.).